# وطواط سقطري
وطواط سقطري (الاسم العلمي: Hypsugo lanzai)، هو نوع مهددة بالانقراض من الخفافيش يتبع فصيلة خفافيش الليل. إنهُ مستوطن في جزيرة سقطرى في اليمن، وهو الثديي الوحيد الذي يُعتقد أنه متوطن في الجزيرة.